# Priesterseminar Weidenau
Das Priesterseminar Weidenau (tschechisch Vidnavský seminář) war ein Katholisches Priesterseminar des Erzbistums Breslau.

## Geschichte
Georg von Kopp gründete 1899 in Weidenau eine Philosophisch-theologische Lehranstalt sowie für das Generalvikariat Teschen ein Priesterseminar. Im Spannungsfeld der Nationalitäten hob ein tschechoslowakisches Gesetz 1922 die Lehranstalt auf. Nach Protesten des Breslauer Erzbischofs Adolf Kardinal Bertram vor dem Obersten Verwaltungsgericht konnte die Auflösung verhindert werden. Nach Ende des Zweiten Weltkriegs wurde es 1945 aufgelöst.

## Direktoren
1. Rudolf Buchwald (1899–1906)
2. Leonhard Stampfl (1906–1925)
3. Josef Fischer (1925–1932)
4. Ludwig Wrzol (1932–1938)
5. Paul Kirchner (1938–1945)

## Dozenten
- Heinrich Krug (Dogmatik)
- Karl Miketta (Alttestamentliche Wissenschaft)
- Alois Bukowski (Dogmatik und Apologetik)
- Augustin Arndt (Moraltheologie)
- Franz Schubert (Pastoraltheologie, Liturgiewissenschaft und Katechetik)
- František Onderek (Pastoraltheologie, Liturgiewissenschaft und Katechetik)
- Josef Blokscha (Dogmatik und Apologetik)
- Leo Bryda (Alttestamentliche Wissenschaft)
- Richard Otto (1902–1982)
- Erich Kleineidam (Philosophie)